# Lista över begravningsplatser i Göteborg
Detta är en lista över begravningsplatser i Göteborg.

## Östra Göteborg
- Angereds gamla kyrkogård
- Angereds nya kyrkogård
- Bergums kyrkogård
- Gunnareds kyrkogård
- Göteborgs Hospitalskyrkogård
- Kvibergs kyrkogård
- Mosaiska begravningsplatsen i Kålltorp
- Mosaiska begravningsplatsen vid Svingeln
- Stampens kyrkogård
- Tåns kyrkogård
- Örgryte gamla kyrkogård
- Örgryte nya kyrkogård
- Östra kyrkogården

## Hisingen
- Backa gamla kyrkogård
- Backa nya kyrkogård
- Björlanda kyrkogård
- Bräcke kyrkogård
- Fridhems kyrkogård
- Friedländerska kyrkogården
- Lundby gamla kyrkogård
- Lundby nya kyrkogård
- Rödbo kyrkogård
- Sankt Jörgens hospitalkyrkogård
- Säve kyrkogård
- Torslanda kyrkogård
- Tuve kyrkogård

## Västra Göteborg
- Askims norra kyrkogård
- Askims södra kyrkogård
- Billdals kyrkogård
- Djurgårdskyrkogården
- Mariebergs kyrkogård
- Nya Varvets kyrkogård
- Västra Frölunda kyrkogård
- Västra kyrkogården

## Södra Skärgården
- Brännö kyrkogård
- Donsö kyrkogård
- Känsö kyrkogård
- Styrsö kyrkogård
- Vrångö gamla kyrkogård
- Vrångö nya kyrkogård

## Övriga kyrkogårdar
- Gamla begravningsplatsen i Nordstaden
- Kolerakyrkogården i Kallebäck
- Kolerakyrkogården i Lunden
- Stora Aspholmens kyrkogård